# Naples, Illinois
Naples là một thị trấn thuộc quận Scott, tiểu bang Illinois, Hoa Kỳ. Năm 2010, dân số của thị trấn chưa hợp nhất này là 130 người.

## Dân số
Dân số qua các năm:
- Năm 2000: 134 người.
- Năm 2010: 130 người.